# 로베르토 무롤로

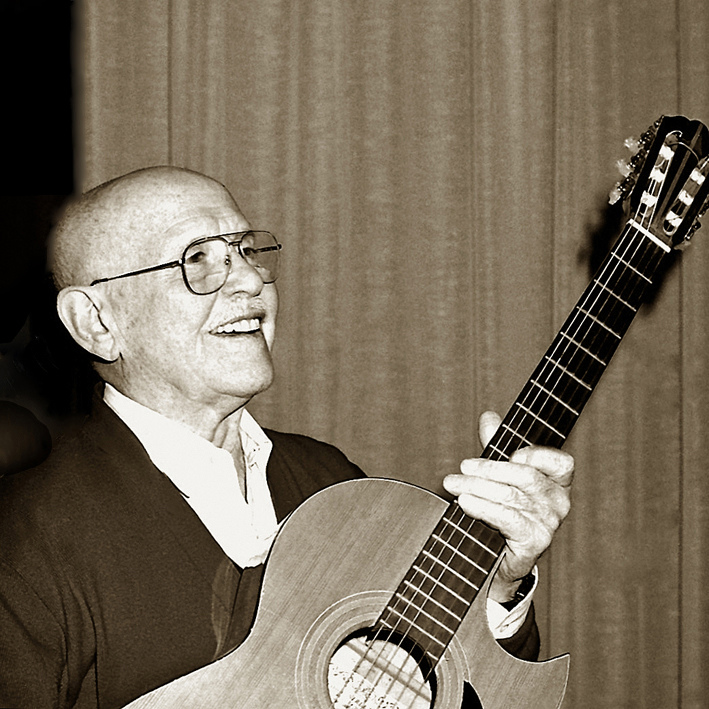

로베르토 무롤로(Roberto Murolo, 1912년 1월 19일 ~ 2003년 3월 13일)는 이탈리아의 음악가이다.
오래도록 활약한 최연장자의 현역 칸초네 가수로서, 옛 나폴레타노를 그대로 전해주는 귀중한 존재.  수많은 나폴레타노의 가사를 남겨준 시인 에르네스토 무롤로의 아들로서 18세쯤부터 칸초네를 불렀다. 미다 카르테토라는 그룹을 편성하여 몇 해 동안 유럽을 연주여행한 뒤에 나폴레타노 보급의 필요성을 느낀 무롤로는 본격적인 나폴레타노를 부르기로 결심, 여기에만 힘썼다. 전통적인 이러한 칸초네의 낡은 것, 잊혀진 것에까지 새로운 기풍을 불어넣어 대중으로 하여금 그 가치를 재인식케 한 그의 활동은 높이 평가되었다.

## 디스코그래피
디스코그래피는 다음과 같다.
- Na voce, 'na chitarra (1990)
- Ottantavoglia di cantare (1992)
- L'Italia è bbella (1993)
- Tu si' 'na cosa grande (1994)
- Anema e core (1995)
- Roberto Murolo and friends (1995)
- Ho sognato di cantare (2002)